# 葉立西夫商場
葉立西夫商場（俄语：Елисеевский магазин）是俄羅斯聖彼得堡的一座大型商業設施，內有一些著名的餐廳。葉立西夫商場由葉立西夫兄弟興建於1902年至1903年，是聖彼得堡著名的新藝術主義建築。

## 外部連結
- Official site of the Eliseyev Emporium （页面存档备份，存于）